# Atanycolus melanophili
Atanycolus melanophili är en stekelart som beskrevs av Roy D. Shenefelt 1943. Atanycolus melanophili ingår i släktet Atanycolus och familjen bracksteklar. Inga underarter finns listade.